# 沙利纳·皮康
沙利纳·皮康（法語：Charline Picon，1984年12月23日—）是一名法国女子RS:X级帆板运动员，赢得2016年夏季奧林匹克運動會帆船女子風浪板比賽金牌及2020年夏季奧林匹克運動會帆船女子風浪板比賽銀牌，她也获得过世界帆板锦标赛一枚金牌、两枚銀牌和三枚銅牌。她在2012年伦敦奥运会上获得第八名。